# Naupactus
Naupactus är ett släkte av skalbaggar. Naupactus ingår i familjen vivlar.

## Bildgalleri

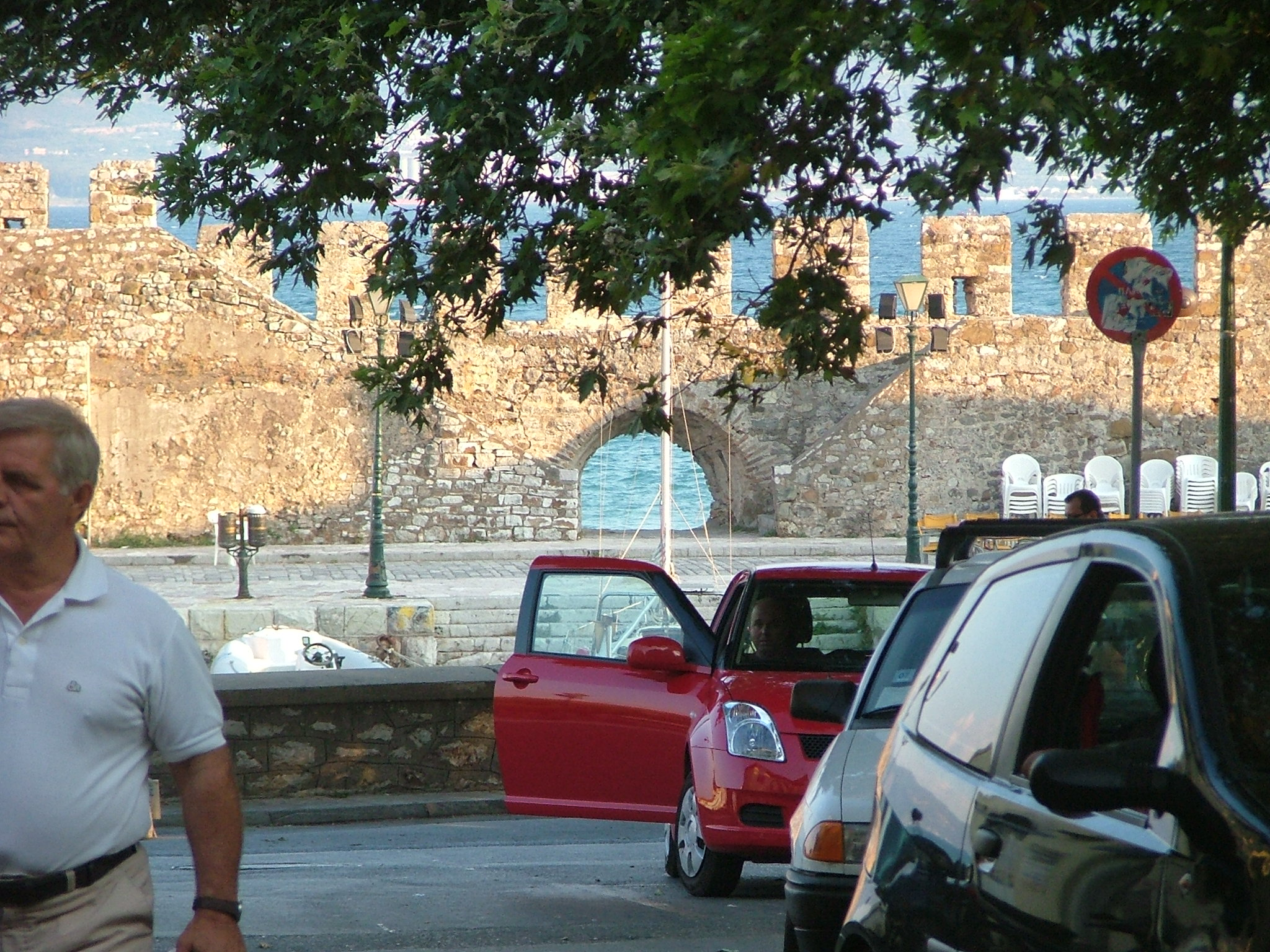
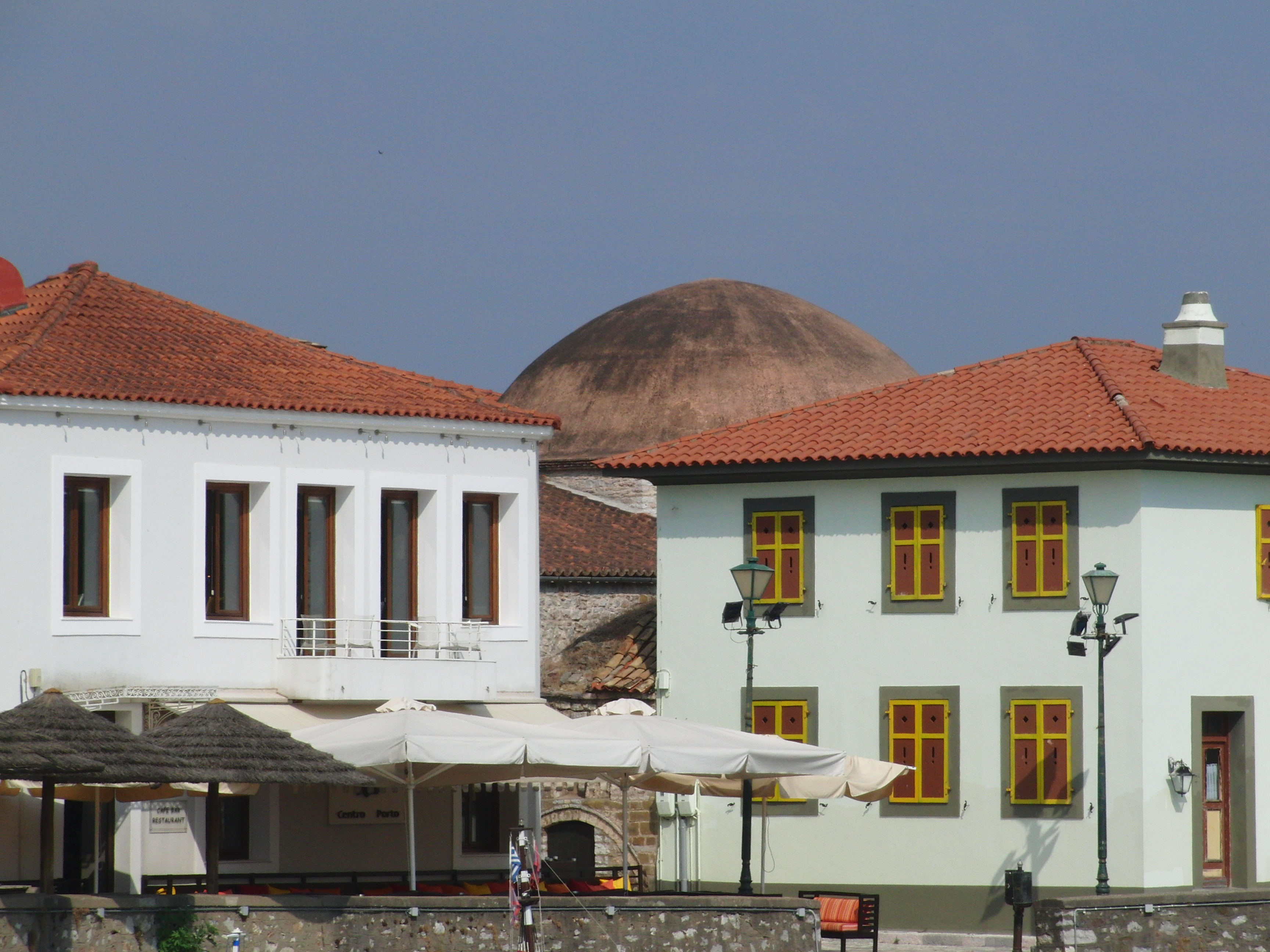

## Dottertaxa tillNaupactus, i alfabetisk ordning[1]
- Naupactus acerbus
- Naupactus aerosus
- Naupactus agglomeratus
- Naupactus albidus
- Naupactus albopunctatus
- Naupactus albovittatus
- Naupactus albulus
- Naupactus alutaceus
- Naupactus ambiguus
- Naupactus ambitiosus
- Naupactus amens
- Naupactus amoenus
- Naupactus anceps
- Naupactus angulicollis
- Naupactus anthribiformis
- Naupactus aptus
- Naupactus argentinensis
- Naupactus argyrostomus
- Naupactus armatus
- Naupactus aulacus
- Naupactus aurichalceus
- Naupactus auricinctus
- Naupactus auriventris
- Naupactus aurolimbatus
- Naupactus auromarginatus
- Naupactus aurulans
- Naupactus balteatus
- Naupactus balteus
- Naupactus barbicauda
- Naupactus basalis
- Naupactus basilicus
- Naupactus bellus
- Naupactus binotatus
- Naupactus bipes
- Naupactus bipunctatus
- Naupactus bispinus
- Naupactus bistigma
- Naupactus bituberculatus
- Naupactus bonariensis
- Naupactus bondari
- Naupactus brachyderoides
- Naupactus brevipubens
- Naupactus bridgesi
- Naupactus bridgesii
- Naupactus bruchi
- Naupactus calvus
- Naupactus canaliculatus
- Naupactus capucinus
- Naupactus cayennensis
- Naupactus celator
- Naupactus cervinus
- Naupactus chalcocephalus
- Naupactus chalybeipes
- Naupactus chevrolati
- Naupactus chloraspis
- Naupactus chloropleurus
- Naupactus chordinus
- Naupactus cinerascens
- Naupactus cinerosus
- Naupactus civicus
- Naupactus concinnus
- Naupactus condecoratus
- Naupactus contractus
- Naupactus crinitus
- Naupactus cruciatus
- Naupactus curialis
- Naupactus curtus
- Naupactus curvilineus
- Naupactus cyphoides
- Naupactus dapsilis
- Naupactus dasypus
- Naupactus decolor
- Naupactus decorus
- Naupactus denudatus
- Naupactus deplorabundus
- Naupactus depressicollis
- Naupactus deses
- Naupactus dissimulator
- Naupactus dives
- Naupactus durius
- Naupactus elegans
- Naupactus elegantulus
- Naupactus elongatus
- Naupactus enitescus
- Naupactus episternalis
- Naupactus equestris
- Naupactus exilis
- Naupactus faldermanni
- Naupactus fallax
- Naupactus farinosus
- Naupactus fatuus
- Naupactus faustus
- Naupactus festivus
- Naupactus figuratus
- Naupactus fimbriatus
- Naupactus flavipennis
- Naupactus fluctuosus
- Naupactus formosus
- Naupactus fulgurans
- Naupactus fuscus
- Naupactus gibbicollis
- Naupactus glaucivittatus
- Naupactus glaucus
- Naupactus globicollis
- Naupactus globulicollis
- Naupactus gracilis
- Naupactus granicollis
- Naupactus griseomaculatus
- Naupactus griseus
- Naupactus hispanicus
- Naupactus histrio
- Naupactus hypocrita
- Naupactus illotus
- Naupactus imbutus
- Naupactus impurus
- Naupactus incanus
- Naupactus injucundus
- Naupactus insignis
- Naupactus instabilis
- Naupactus institor
- Naupactus interruptus
- Naupactus jekeli
- Naupactus justus
- Naupactus klugi
- Naupactus klugii
- Naupactus lacertosus
- Naupactus lanipes
- Naupactus lar
- Naupactus lateralis
- Naupactus laticeps
- Naupactus latifrons
- Naupactus leporinus
- Naupactus leucogaster
- Naupactus leucographus
- Naupactus leucoloma
- Naupactus leucophaeus
- Naupactus leucosoma
- Naupactus leucospilus
- Naupactus linearis
- Naupactus lineatus
- Naupactus lizeri
- Naupactus longimanus
- Naupactus loripes
- Naupactus lugubris
- Naupactus lusitanicus
- Naupactus macilentus
- Naupactus maculosus
- Naupactus magicus
- Naupactus marginalis
- Naupactus marginatus
- Naupactus mimicus
- Naupactus minimus
- Naupactus mitis
- Naupactus morio
- Naupactus mulsanti
- Naupactus mundus
- Naupactus navicularis
- Naupactus nigrans
- Naupactus niveopectus
- Naupactus nobilis
- Naupactus nodicollis
- Naupactus nubilosus
- Naupactus obliquus
- Naupactus obsoletus
- Naupactus obtusus
- Naupactus ochraceus
- Naupactus ochreonotatus
- Naupactus optatus
- Naupactus ornatus
- Naupactus ortizi
- Naupactus parvicollis
- Naupactus pauper
- Naupactus pavidus
- Naupactus pedestris
- Naupactus perpastus
- Naupactus peruvianus
- Naupactus pictus
- Naupactus pithecius
- Naupactus plagiatus
- Naupactus plicaticollis
- Naupactus plictacollis
- Naupactus polliger
- Naupactus praedatus
- Naupactus propinquus
- Naupactus proximus
- Naupactus psittacinus
- Naupactus pubescens
- Naupactus pulverulentus
- Naupactus pupulus
- Naupactus quadrigatus
- Naupactus quatuordecimpunctatus
- Naupactus retusus
- Naupactus rivulosus
- Naupactus roborosus
- Naupactus roscidus
- Naupactus roseiventris
- Naupactus rubiginosus
- Naupactus rubricollis
- Naupactus rubripes
- Naupactus ruficornis
- Naupactus rufipes
- Naupactus ruricola
- Naupactus sahlbergi
- Naupactus sanguinipes
- Naupactus scelestus
- Naupactus scintillans
- Naupactus segnipes
- Naupactus sellatus
- Naupactus senex
- Naupactus serenus
- Naupactus serrimanus
- Naupactus serripes
- Naupactus setarius
- Naupactus sexmaculatus
- Naupactus signatus
- Naupactus signipennis
- Naupactus simplex
- Naupactus sommeri
- Naupactus sparsus
- Naupactus squameus
- Naupactus squamifer
- Naupactus stauropterus
- Naupactus steinheili
- Naupactus stigmaticus
- Naupactus stultus
- Naupactus stupidus
- Naupactus suavis
- Naupactus subacutus
- Naupactus subfurcatus
- Naupactus subvittatus
- Naupactus subvittulus
- Naupactus suffitus
- Naupactus sulfuratus
- Naupactus sulphureosignatus
- Naupactus sulphureoviridis
- Naupactus sulphurifer
- Naupactus suturalis
- Naupactus taeniatulus
- Naupactus tarsalis
- Naupactus temperans
- Naupactus tibialis
- Naupactus transversus
- Naupactus trivittatus
- Naupactus tuberculatus
- Naupactus turmalinus
- Naupactus unicolor
- Naupactus univittatus
- Naupactus varians
- Naupactus variegatus
- Naupactus venezolanus
- Naupactus vicinus
- Naupactus viduatus
- Naupactus vilis
- Naupactus wilsoni
- Naupactus wintheimii
- Naupactus winthemi
- Naupactus virens
- Naupactus virescens
- Naupactus viridicinctus
- Naupactus viridimicans
- Naupactus viridiplagiatus
- Naupactus viridisquamosus
- Naupactus viridiustulatus
- Naupactus viridulus
- Naupactus vittatus
- Naupactus xanthographus
- Naupactus ypsilon